# Брассия
Брассия (лат. Brassia) — род многолетних травянистых растений семейства Орхидные, включает 34 вида. 
 Крупноцветковые виды и некоторые грексы популярны в комнатном и оранжерейном цветоводстве.
Аббревиатура родового названия — Brs.
Эпифиты. 
 Распространены в тропической части Америки.

## Этимологияи история описания
Род назван в честь художника специализирующегося на ботанической иллюстрации и сборщика растений конца XVIII в. W. Brass.

## Биологическое описание
Симподиальные растения средних размеров. 
Туберидии шаровидно-яйцевидные, сплюснутые, на корневище размещены плотно, бороздчатые, одно-, трёхлистные.
Листья продолговато-ланцетные. 
Соцветия латеральные, пазушные, многоцветковые. Цветки по величине от мелких до крупных, у многих видов приятно ароматные. Чашелистики свободные, остроконечные. Лепестки подобны чашелистикам, но как правило короче.
 Губа сидячая, короче чашелистиков и лепестков.
 Колонка короткая, толстая.
 Поллиниев — 2.

## Виды

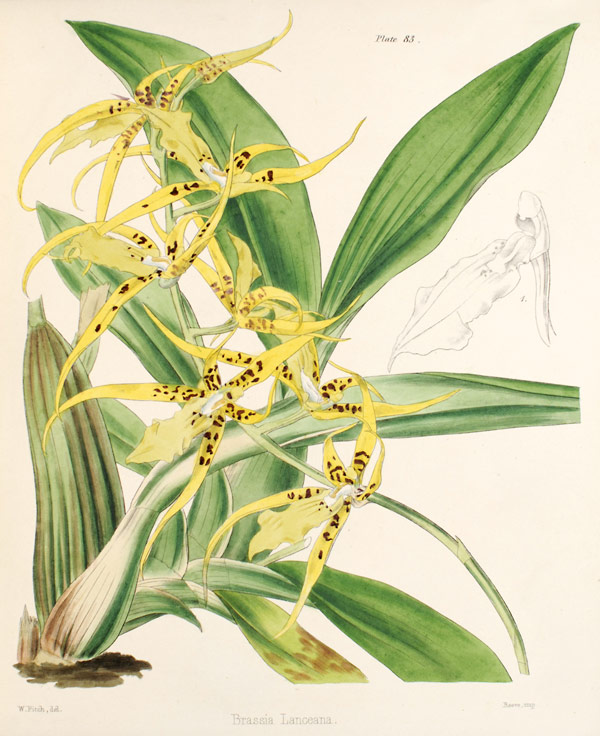
Brassia lanceana
Ботаническая иллюстрация из A Century of Orchidaceous Plants. 1849 г.

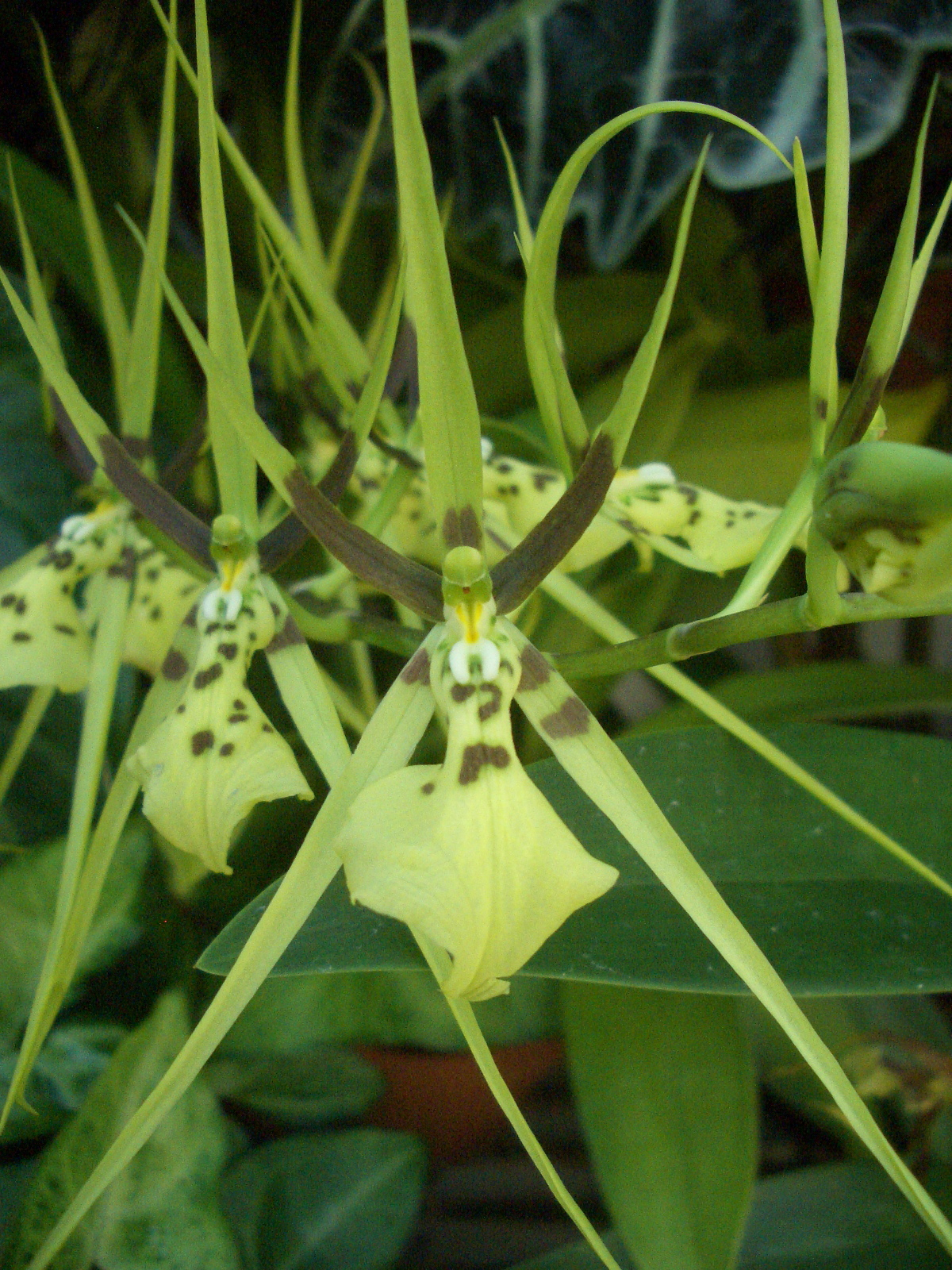
Brassia gireoudiana

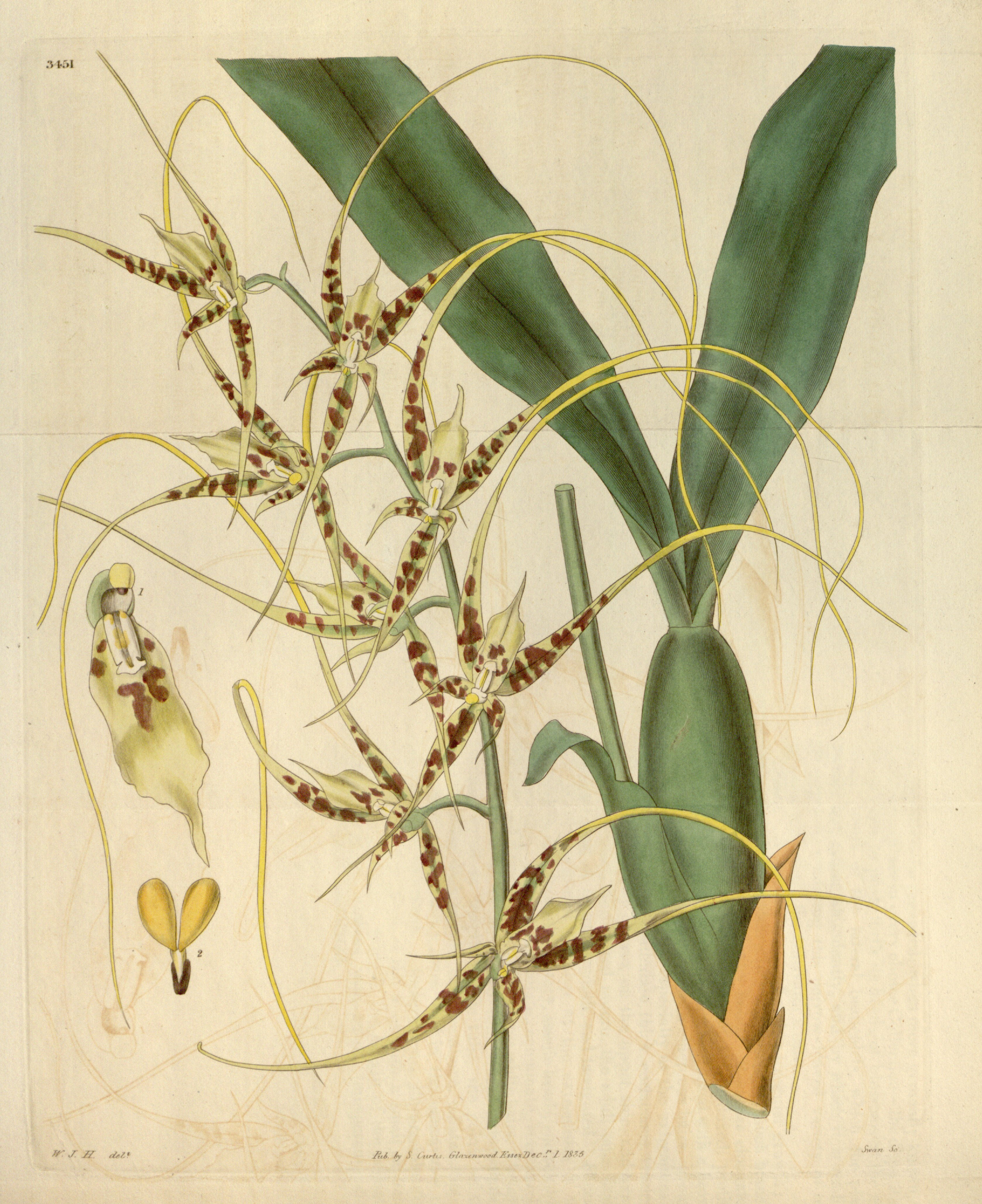
Brassia caudata
Ботаническая иллюстрация из Curtis's botanical magazine vol. 62 N.S. 9 tab. 3451. 1835 г.

Список видов по сводке Королевских ботанических садов в Кью:
- Brassia angustilabia Schltr., 1925
- Brassia antherotes Rchb.f., 1879
- Brassia arachnoidea Barb.Rodr., 1877
- Brassia arcuigera Rchb.f., 1869
- Brassia aurorae D.E.Benn., 1992
- Brassia bidens Lindl., 1844
- Brassia boliviensis Schltr., 1913
- Brassia caudata (L.) Lindl., 1825
- Brassia cauliformis C.Schweinf., 1946
- Brassia chloroleuca Barb.Rodr., 1877
- Brassia cochleata Knowles & Westc., 1838
- Brassia cyrtopetala Schltr., 1912
- Brassia filomenoi Schltr., 1921
- Brassia gireoudiana Rchb.f. & Warsz., 1854
- Brassia helenae Rchb. ex Linden, 1881
- Brassia huebneri Schltr., 1925
- Brassia iguapoana Schltr., 1925
- Brassia jipijapensis Dodson & N.H.Williams, 1980
- Brassia josstiana Rchb.f. in E.A.von Regel, 1854
- Brassia koehlerorum Schltr., 1921
- Brassia lanceana Lindl., 1835
- Brassia maculata R.Br. in W.T.Aiton, 1813
- Brassia neglecta Rchb.f., 1856
- Brassia pascoensis D.E.Benn. & Christenson, 2001
- Brassia peruviana Poepp. & Endl., 1836
- Brassia rhizomatosa Garay & Dunst., 1965
- Brassia signata Rchb.f., 1881
- Brassia suavissima Pupulin & Bogarín, 2005
- Brassia thyrsodes Rchb.f., 1868
- Brassia transamazonica D.E.Benn. & Christenson, 2001
- Brassia verrucosa Bateman ex Lindl., 1840
- Brassia villosa Lindl., 1854
- Brassia wageneri Rchb.f., 1854
- Brassia warszewiczii Rchb.f., 1852

## Охрана исчезающих видов
Все виды рода Брассия входят в Приложение II Конвенции CITES. Цель Конвенции состоит в том, чтобы гарантировать, что международная торговля дикими животными и растениями не создаёт угрозы их выживанию.

## В культуре
Температурный режим культивирования зависит от экологии вида. Требуют яркого рассеянного света и хорошей аэрации. 
Выращивают в горшках, корзинках для эпифитов и на блоках. В период активного роста подкармливают 0,01%-ным раствором полного минерального удобрения раз в месяц.

## Названия некоторых межродовых грексов (гибридов), созданных с участием представителей рода Брассия
- Alexanderara (Brassia × Cochlioda x Odontoglossum x Oncidium)
- Aliceara (Brassia x Miltonia x Oncidium)
- Bakerara (Brassia x Miltonia x Odontoglossum x Oncidium)
- Banfieldara (Ada x Brassia x Odontoglossum )
- Beallara (Brassia x Cochlioda x Miltonia x Odontoglossum )
- Brapasia (Aspasia x Brassia)
- Brassada (Ada x Brassia)
- Brassidium (Brassia x Oncidium)
- Brassioda (Brassia x Cochlioda)
- Brassochilus (Brassia x Leochilus)
- Brilliandeara (Aspasia x Brassia x Cochlioda x Miltonia x Odontoglossum x Oncidium)
- Crawshayara (Aspasia x Brassia x Miltonia x Oncidium)
- Degarmoara (Brassia x Miltonia x Odontoglossum )
- Derosaara (Aspasia x Brassia x Miltonia x Odontoglossum )
- Duggerara (Ada x Brassia x Miltonia)
- Eliara (Brassia x Epidendrum x Laelia x Sophronitis)
- Forgetara (Aspasia x Brassia x Miltonia)
- Goodaleara (Brassia x Cochlioda x Miltonia x Odontoglossum x Oncidium)
- Hamiltonara (Ada x Brassia x Cochlioda x Odontoglossum )
- Johnkellyara (Brassia x Leochilus x Oncidium x Rodriguezia)
- Maclellanara (Brassia x Odontoglossum x Oncidium)
- Miltassia (Brassia x Miltonia)
- Norwoodara (Brassia x Miltonia x Oncidium x Rodriguezia)
- Odontobrassia (Brassia x Odontoglossum)
- Pettitara (Ada x Brassia x Oncidium)
- Roccaforteara (Aspasia x Brassia x Cochlioda x Odontoglossum)
- Rodrassia (Brassia x Rodriguezia)
- Rohrlara (Ada x Aspasia x Brassia)
- Sanderara (Brassia x Cochlioda x Odontoglossum)
- Sauledaara (Aspasia x Brassia x Miltonia x Oncidium x Rodriguezia)
- Schafferara (Aspasia x Brassia x Cochlioda x Miltonia x Odontoglossum)
- Shiveara (Aspasia x Brassia x Odontoglossum x Oncidium)
- Wingfieldara (Aspasia x Brassia x Odontoglossum)